# Parachernes schlingeri
Parachernes schlingeri es una especie de arácnido del orden Pseudoscorpionida de la familia Chernetidae.

## Distribución geográfica
Se encuentra en Perú.